# Garsellikopf
Der Garsellikopf oder Garsellakopf ist ein 2105 m hoher Berg auf der Grenze zwischen Liechtenstein und Österreich. Er ist der zweithöchste Gipfel in der Drei-Schwestern-Kette nach dem Kuegrat. Von ihm fällt ein langer Grat, auf dem zahlreiche Türme (die Garsellitürme) sitzen, ins Saminatal nach Osten ab. Am Nordfuß dieses Grates liegt die nicht mit Kraftfahrzeugen erreichbare, abgelegene Garsellialpe.